# Жемісті (Жетисайський район)
Жемі́сті (каз. Жемісті) — село у складі Жетисайського району Туркестанської області Казахстану. Входить до складу Атамекенського сільського округу.
Населення — 1286 осіб (2021; 1246 у 2009, 1133 у 1999, 878 у 1989).